# Атазик
Атазик — посёлок в составе городского поселения Рабочий посёлок Арья в Уренском районе Нижегородской области.

## География
Находится на расстоянии примерно 5 километров по прямой на юг от центра поселения поселка Арья в левобережье реки Уста недалеко от впадения в нее реки Вая.

## История
Основан в 1934 году для обеспечения лесозаготовок в основном силами крестьян, попавших под репрессии в ходе раскулачивания. В годы войны располагался лагерь для немецких военнопленных, позже для советских заключённых.

## Население
Постоянное население составляло 162 человека (русские 100 %) в 2002 году, 74 в 2010.